# Waarschijnlijkheidsinterpretatie van Born
De waarschijnlijkheidsrelatie van Born, regel van Born of waarschijnlijkheidsregel genoemd, is een beginsel in de kwantummechanica om de interpretatie van de golffunctie, een oplossing van de schrödingervergelijking, uit te leggen. De waarschijnlijkheidsinterpretatie beschrijft met welke waarschijnlijkheid een bepaalde waarde optreedt bij het uitvoeren van een meting aan een orbitaal. De waarschijnlijkheidsregel is naar de Duitse natuurkundige Max Born genoemd, die deze interpretatie in 1926 voorstelde. De waarschijnlijkheidsinterpretatie van Born is een wezenlijk onderdeel van de Kopenhaagse interpretatie van de kwantummechanica. Er zijn veel pogingen gedaan om de Born-regel af te leiden uit andere aannames van de kwantummechanica, met onbeslechte resultaten.